# Інститут біології південних морів імені О. О. Ковалевського НАН України
Інститу́т біоло́гії півде́нних морі́в і́мені О. О. Ковале́вського НАН Украї́ни — наукова установа Національної академії наук України, що існувала в місті Севастополі з 1963 року. Інститут припинив своє фактичне існування після анексії Криму Росією у 2014 році, хоча формально продовжує зараховуватися до переліку установ Відділення загальної біології НАН України, натомість окупаційною владою згодом створено однойменну установу в складі РАН. Організація носила ім'я першого директора Севастопольської біологічної станції — О. О. Ковалевського.

## Історія

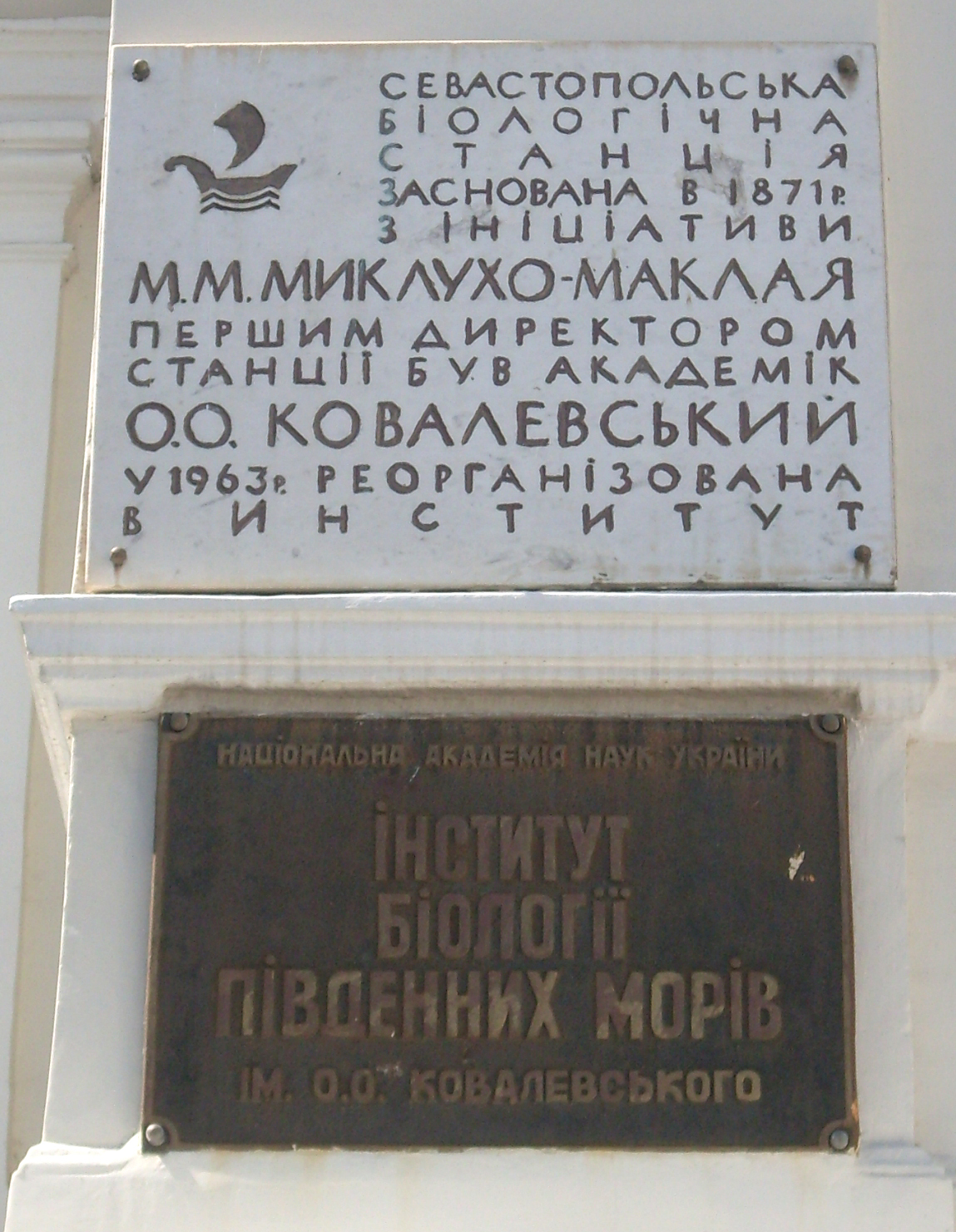
Вивіска ІнБПМ

У 1963 році низка наукових установ, серед яких Севастопольська, Одеська і Карадазька біологічні станції, були об'єднані у нову наукову установу — Інституту біології південних морів АН УРСР із центром в Севастополі. Новий інститут був створений згідно із постановою Ради міністрів і Постановою Комітету з координації науково-дослідницьких робіт СРСР і затверджено Президіумом Академії наук Української РСР. Директором інституту був призначений професор, член-кореспондент АН УРСР В. О. Водяницький. До 1965 року ІнБПМ став найбільших у СРСР морських біологічним інститутом. На початок 1980-х років в інституті було близько 800 співробітників.
З 2000 року інститут був об'єднаний із Морським гідрофізичним інститутом у міжвідомчу установу — Океанологічний центр НАН України. Директором нової установи став академік НАН України Валерій Миколайович Єремєєв, який з 2012 року обійняв посаду директора ІнБПМ. На той час до складу інституту, крім головного інституту в Севастополі, входило 2 структурні та загальноінститутська апаратурна лабораторія, Одеський філіал, дослідне виробництво, акваріум-музей, науково-дослідне судно «Професор Водяницький».
У березні 2014 року, у зв'язку із анексією Криму Росією, Інститут біології південних морів подав заявку на перепідпорядкування. Заступник директора інституту, Олександр Романович Болтачьов, пояснив це рішення тим, що Україна нібито вже не могла фінансувати науку, скорочувала штат і обсяг фінансування наукових досліджень, а також порівняв це рішення з Днем Перемоги. Все майно інституту було підпорядковано місту Севастополю, а сам інститут дістав нову назву — Державна бюджетна установа науки міста Севастополя ІнБПМ. Після фактичної втрати Україною провідної наукової установи постало питання створення аналогічної установи для продовження досліджень морської біології. З 2 серпня 2014 року на базі Одеського філіалу Інституту біології південних морів НАН України створено новий інститут Інститут морської біології НАН України. Натомість головний інститут в Севастополі, який згідно із постановою В. Путіна було заплановано приєднати Федеральної агенції наукових організацій Росії, вирішили включити складу до маловідомого Сочинського Інституту природно-технічних систем, як філіал. 25 лютого 2015, зважаючи на вкрай негативно реакцію співробітників інституту, процес приєднання до ІПТС був призупинений, а ІнБПМ був зареєстрований як самостійна державна бюджетна установа міста Севастополя. Знову піднято питання про підпорядкування ІнБПМ Федеральної агенції наукових організацій і Російської академії наук.
Згідно із постановою № 599-р Уряду Росії 9 квітня 2015 року на базі Інституту біології південних морів створено нову організацію — Інститут морських біологічних досліджень імені О.О. Ковалевського.

## Галерея

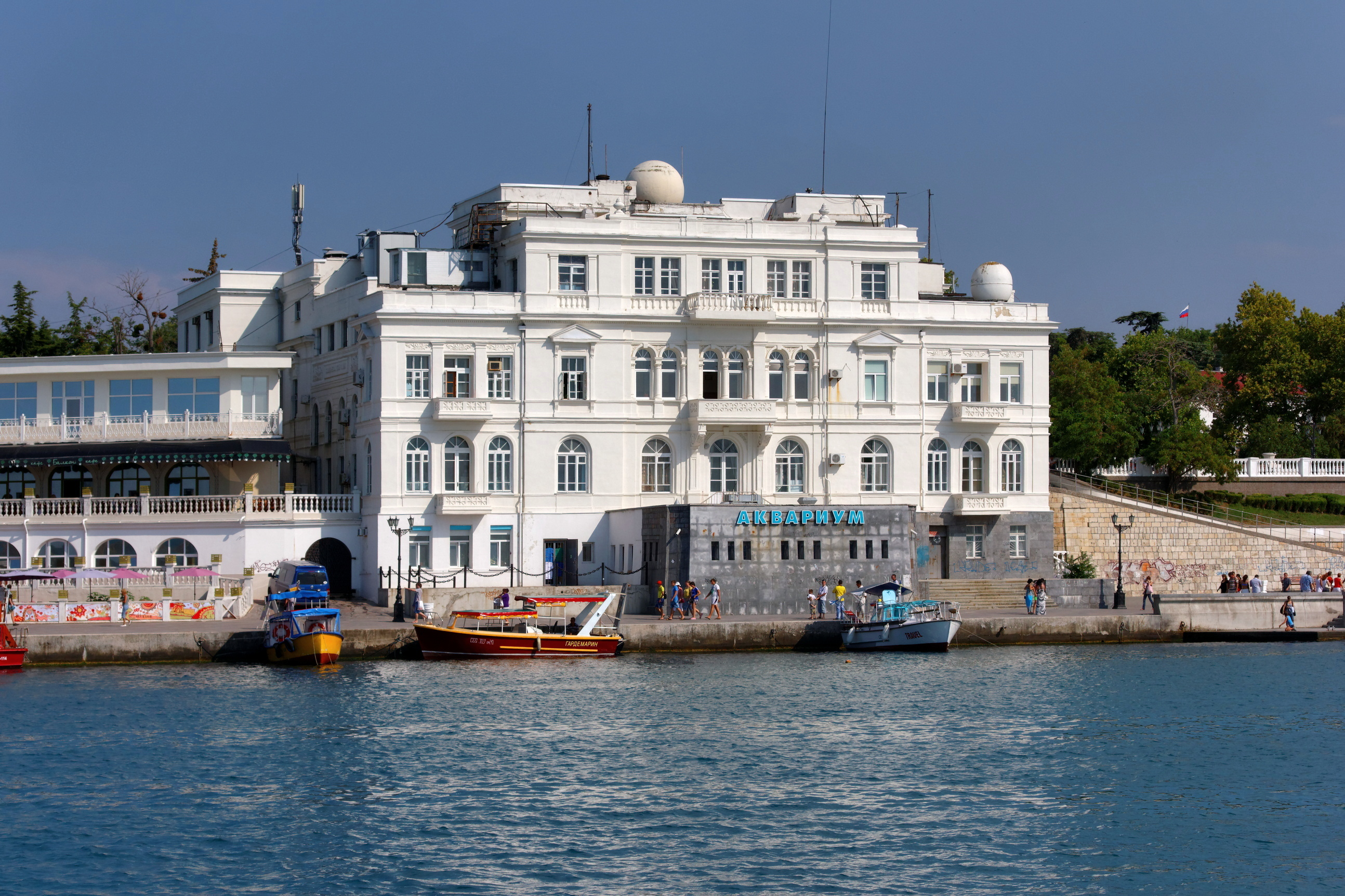
Вигляд на інститут з моря
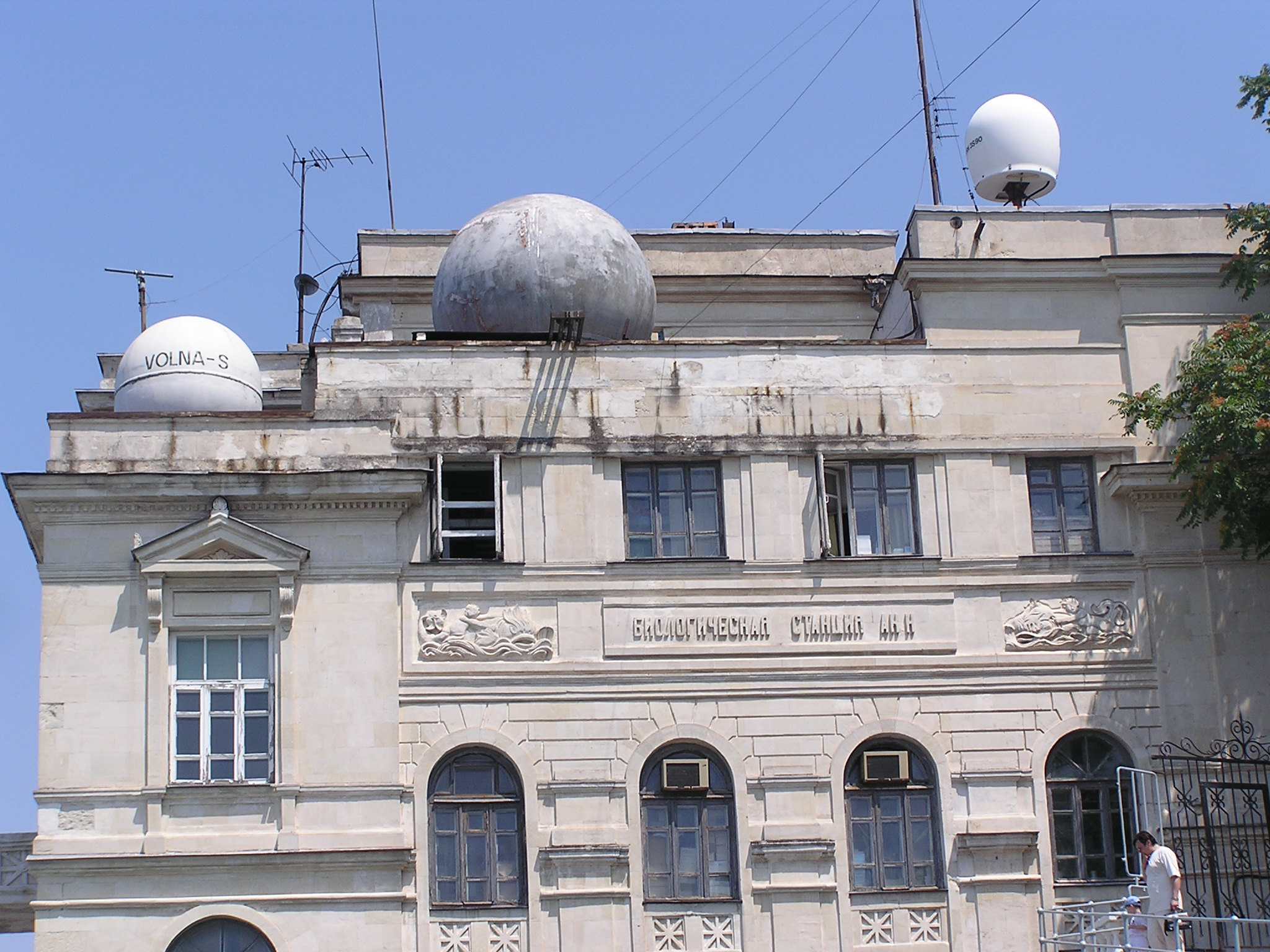
Будівля інституту
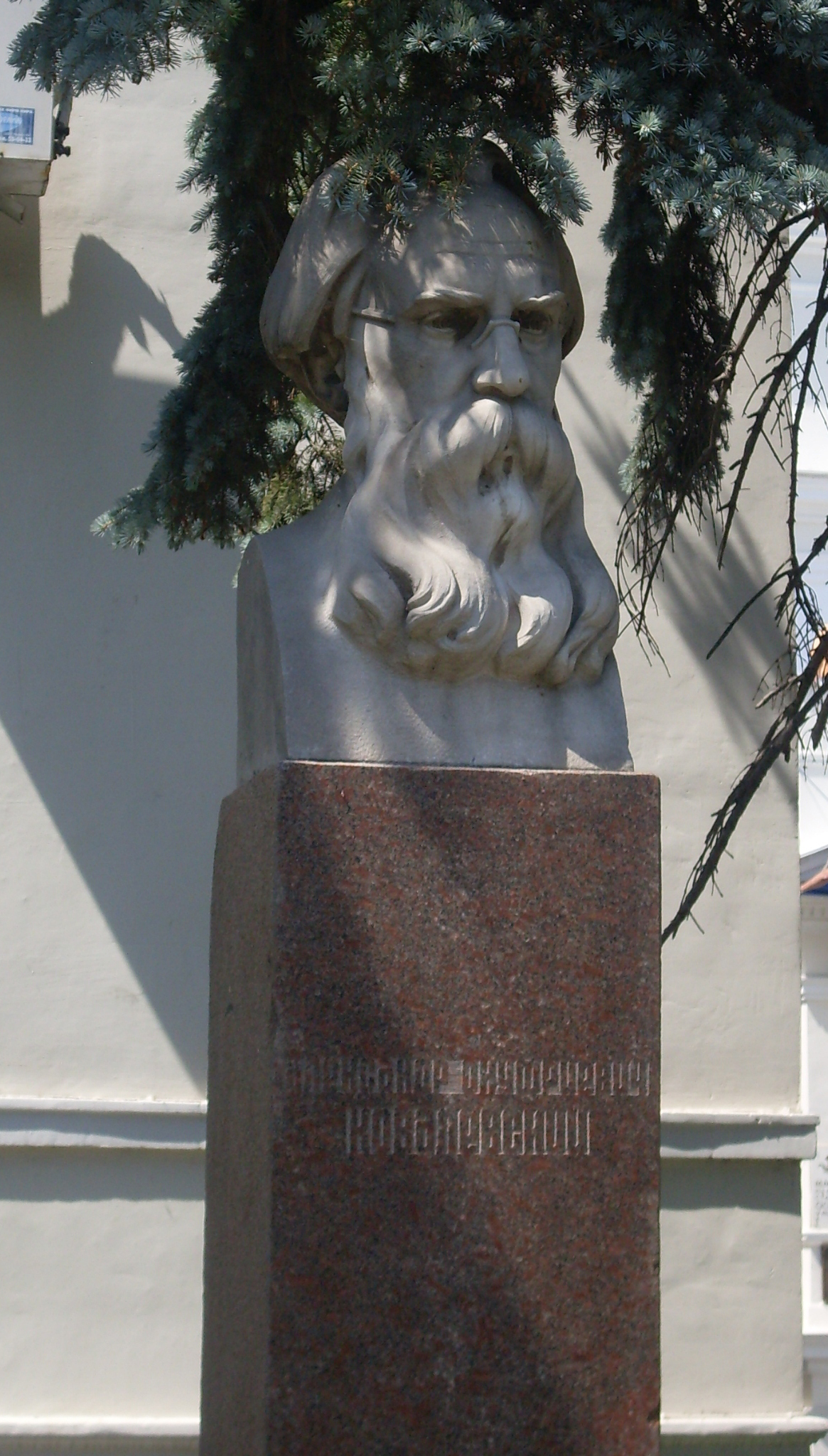
Погруддя О.О. Ковалевському перед будівлею інституту
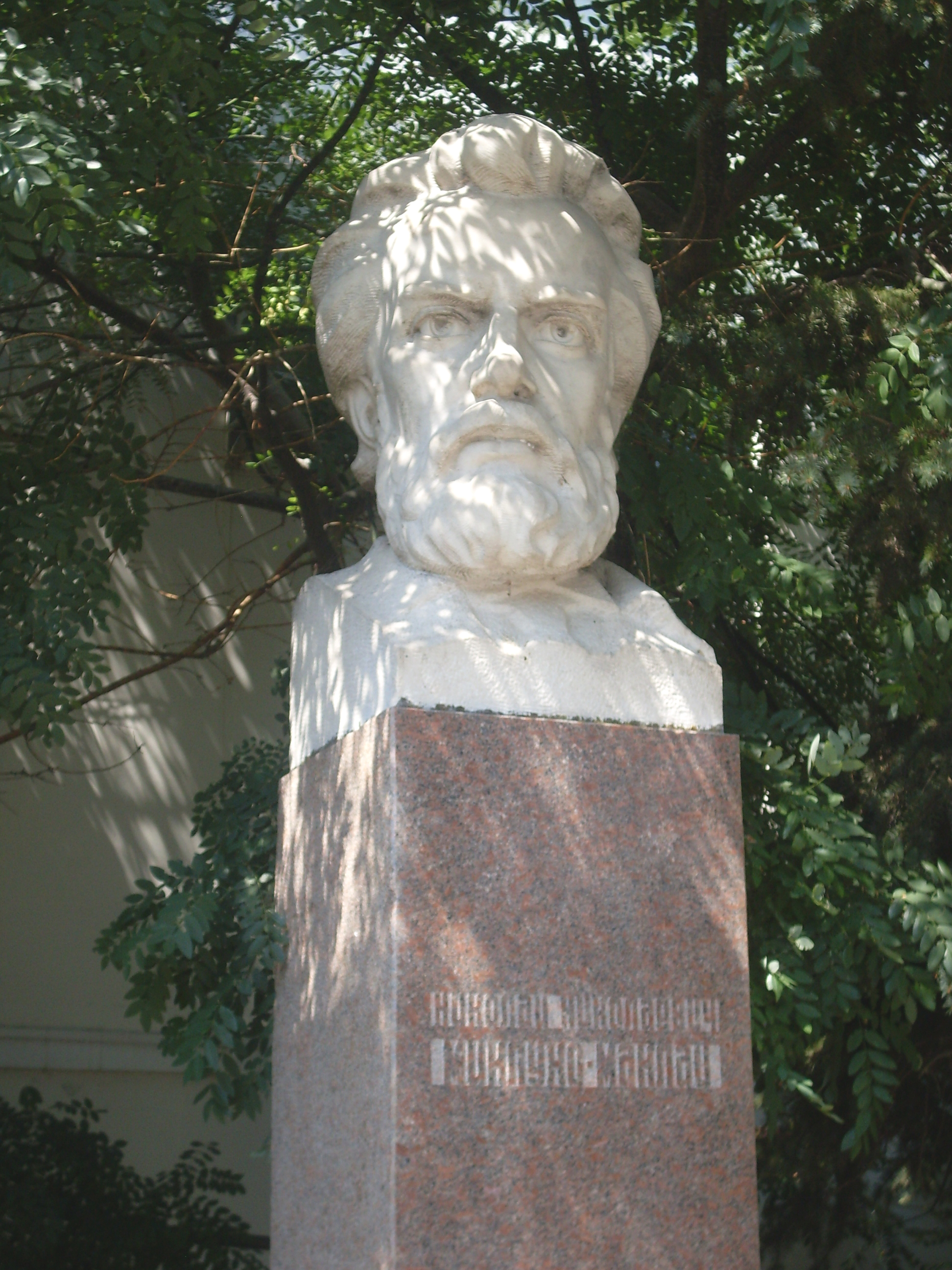
Погруддя М.М. Миклухо-Маклаю перед будівлею інституту